# 12777 Manuel
12777 Manuel è un asteroide della fascia principale. Scoperto nel 1994, presenta un'orbita caratterizzata da un semiasse maggiore pari a 2,5938664 UA e da un'eccentricità di 0,1828885, inclinata di 3,71826° rispetto all'eclittica.
È dedicato al figlio del primo scopritore, Manuel Antolini.